# باشگاه فوتبال تراکتورسازی تبریز در فصل ۵۵–۱۳۵۴
در این فصل، تیم تراکتورسازی برای ششمین سال تأسیس خود در مسابقات دسته ۲ کشوری به مقام نائب قهرمانی رسید و برای دومین بار به جام تخت جمشید که آن زمان لیگ برتر فوتبال محسوب می‌شد صعود کرد.

## مسابقات و نتایج
تیم فوتبال تراکتورسازی تبریز در این فصل به مقام نائب قهرمانی لیگ دسته ۲ کشوری رسید.